# Marianela González
Marianela González Álvarez (Caracas; 23 de julio de 1978) es una actriz y modelo venezolana, conocida por interpretar a Pandora Villanueva Mercouri en Mi gorda bella y a Renata Medina en la serie de televisión La traicionera.

## Biografía
González es hija menor de María del Carmen Álvarez y José Rafael González. Su madre es de Asturias, España, por lo que a pesar de haber nacido en Venezuela, pasó parte de su infancia en Asturias. Su padre era ingeniero de vuelo de la aerolínea Viasa. Estudió tres semestres de publicidad en el Instituto Universitario de Nuevas Profesiones IUNP en Caracas. Al darse cuenta de que su vocación y talento estaba orientado al arte escénico, dejó sus estudios. En septiembre de 2010 luego de años de actuación en Venezuela, Marianela se traslada a Bogotá, Colombia.

## Carrera
Desde pequeña hacía modelaje infantil. Perteneció a la agencia de modelaje en línea Modelosv junto a reconocidas actrices como Norkys Batista, Aileen Celeste y Ana Beatriz Osorio. También realizó diversos comerciales para Pert Plus, Rolda, Grafitti, Digitel, Chinotto, entre otros.
En el año 2000 hizo su primer casting y se le presentó la oportunidad en la serie juvenil de Venevisión La Calle de los Sueños. De ahí, fue con el también actor Víctor Babino a llenar la planilla en RCTV. Hizo el papel de Mariana, protagonista de la serie. En el 2001 personifica a Marni Zurli en Carissima, siguiendo luego con Mariana Aguirre en La niña de mis ojos. 
En el 2002 junto a Juan Pablo Raba y Natalia Streignard participa en Mi gorda bella (RCTV), que le permite mostrar su talento para interpretar todo tipo de personajes. En esta telenovela interpreta a Pandora Villanueva, una chica rebelde y amargada de carácter fuerte y hostil que ha pasado la mayor parte de su vida en continuo tratamiento psicológico y se hace pasar por histérica. Marianela a lo largo de esta producción tiene que interpretar varios papeles para que su personaje pueda estar cerca del hombre de su vida y huir de su malvada madre. Por lo cual, además de interpretar a Pandora, interpreta a Sirena: una mujer muy bella, bailarina de un cabaret. Luego interpreta a Hugo Fuguett: un periodista muy dedicado a su profesión esto lo hace para escapar de su malvada madre. Gracias a este personaje Nela es reconocida por televidentes de otros países de Latinoamérica y España.
En el 2004 trabaja en la telenovela de RCTV Estrambótica Anastasia junto a Norkys Batista y con Juan Pablo Raba realizando el papel de María Gracia Borosfky Castellanos. En 2005 participa en Ser bonita no basta (RCTV) como Esmeralda. En el 2006, Marianela regresa a las pantallas de RCTV con un protagónico en la telenovela Por todo lo alto junto a Winston Vallenilla donde interpreta a una joven que se empeña con su sueño de ser piloto. En el 2007 realiza un antagónico en Camaleona como Mercedes Luzardo Ferrari.
Entre 2008 y 2009 nuevamente a la mano de RCTV, Marianela protagoniza Nadie me dirá cómo quererte junto a Hugo Vásquez, que ya había sido su pareja de ficción en Mi gorda bella. En esta telenovela de Teresa de la Parra inspirada en Ifigenia realiza el papel de María Eugenia Alonso. En 2010 vuelve a protagonizar otra telenovela en RCTV Que el cielo me explique junto a Carlos Felipe Álvarez, como Tania Sánchez. Si bien esta telenovela fue hecha y comienza sus grabaciones a fines del año 2009 y culmina su grabación en 2010, fue estrenada el año 2011 por el canal Televen debido al segundo cierre del canal RCTV en enero de 2010: hasta el momento ha sido la última telenovela venezolana en cuyo elenco ha figurado.
En su llegada a Colombia en el año 2011, Nela hace una participación especial como Nina Guerrero en Los caballeros las prefieren brutas compartiendo pantalla nuevamente con Juan Pablo Raba. En 2011 realiza un casting para participar en la telenovela colombiana del canal RCN La traicionera, al lado de Juan Manuel Mendoza y el primer actor Víctor Mallarino. Si bien ella realizó la prueba para hacer el papel de reparto "Bárbara", la llamaron nuevamente para realizar la prueba pero esta vez para el papel principal donde sorprendió con su talento y así logró ser Renata Medina, la protagonista antagónica de la telenovela que fue una adaptación de La Malparida, serie argentina. Esta es su primera telenovela fuera de Venezuela.
En 2013 Marianela graba Dulce amor, de Caracol Televisión. En esta telenovela comparte protagónico con Camila Zarate, Andrés Sandoval y nuevamente comparte pantalla con Juan Manuel Mendoza. Se estrenó en Colombia en 2015. Tiene contrato en Venevisión previsto para una telenovela local o con Venevisión internacional (Miami) a Grabarse en 2014. En 2015 graba con RCN (televisión colombiana) Hilos de sangre azul. A finales de 2015 realizó una obra de teatro privada llamada Los Monsalve. Nela sufre de miedo escénico, pero fue capaz de superarlo y el 11 de febrero de 2016 dio el gran salto en el teatro Astor Plaza con la obra Amanecí como con ganas de morirme, que estará en el teatro hasta el 6 de marzo.

## Vida personal
En diciembre de 2018, González confirmó abiertamente ser pansexual a través de su cuenta de Instagram. Ese mismo año hizo pública su relación con la escritora colombiana Amalia Andrade Arango. hasta el 2021. 

## Filmografía

### Televisión
| Año       | Título                              | Personaje                                         | Canal              |
| --------- | ----------------------------------- | ------------------------------------------------- | ------------------ |
| 1999-2000 | La Calle de los Sueños              | Mariana                                           | Venevisión         |
| 2001      | Carissima                           | Marni Zurli                                       | RCTV               |
| 2001-2002 | La niña de mis ojos                 | Mariana Aguirre                                   | RCTV               |
| 2002-2003 | Mi gorda bella                      | Pandora Emilia Villanueva Mercouri / Hugo Fuguett | RCTV               |
| 2004      | Estrambótica Anastasia              | María Gracia Borosfky Castellanos                 | RCTV               |
| 2005      | Ser bonita no basta                 | Esmeralda Falcón                                  | RCTV               |
| 2006      | Por todo lo alto                    | Anabela Marcano                                   | RCTV               |
| 2007      | Camaleona                           | Mercedes Luzardo Ferrari                          | RCTV               |
| 2008-2009 | Nadie me dirá cómo quererte         | María Eugenia Alonso Aristiguieta                 | RCTV               |
| 2011      | Que el cielo me explique            | Tania Sánchez                                     | Televen            |
| 2011      | Los caballeros las prefieren brutas | Nina Guerrero                                     | Caracol Televisión |
| 2011-2012 | La traicionera                      | Renata Medina Herrera                             | Canal RCN          |
| 2015-2016 | Dulce amor                          | Natalia Toledo Fernández Vargas de Guerrero       | Caracol Televisión |
| 2017      | La ley del corazón                  | Irene Robles                                      | Canal RCN          |
| 2016-2017 | Hilos de sangre azul                | Cristina Urrutia                                  | Canal RCN          |
| 2017      | El Comandante                       | Daniela Vásquez                                   | Canal RCN          |
| 2018      | Garzón vive                         | Verónica                                          | Canal RCN          |
| 2019      | El final del Paraíso                | Emilia Vallejo                                    | Telemundo          |
| 2019      | Distrito salvaje                    | Manuela                                           | Netflix            |
| 2020      | Testosterona Pink T2                | Lorena                                            | Caracol Play       |
| 2021      | Pa' quererte                        | Luisa Ortega                                      | Canal RCN          |

### Reality Show
- Protagonistas de nuestra tele (2012) - Ella misma - Invitada especial
- MasterChef Celebrity (Colombia) (2023) - Finalista[11]

### Teatro
- El amor de las luciérnagas
- Amanecí como con ganas de morirme
- Los Monsalve